# Parathystas
Parathystas là một chi bướm đêm thuộc họ Cosmopterigidae.